# Dong Jie (Schwimmerin)
Dong Jie (董洁; * 31. Oktober 1998 in Huai’an) ist eine chinesische Schwimmerin. Sie gewann bei Olympischen Spielen eine Goldmedaille.

## Sportliche Karriere
Bei den Olympischen Spielen 2016 in Rio de Janeiro schwamm die 4-mal-200-Meter-Freistilstaffel mit Ai Yanhan, Zhang Yuhan, Dong Jie und Wang Shijia die drittschnellste Vorlaufzeit. im Finale waren Shen Duo, Ai Yanhan, Dong Jie und Zhang Yuhan anderthalb Sekunden schneller als die Vorlaufstaffel. Mit zweieinhalb Sekunden Rückstand auf die Medaillenränge belegten die Chinesinnen den vierten Platz. Im Dezember bei den Kurzbahnweltmeisterschaften in Windsor belegte die chinesische 4-mal-200 Meter-Freistilstaffel mit Zhang Yuhan, Ai Yanhan, Dong Jie und Shen Duo den sechsten Rang.
Bei den Chinesischen Nationalspielen 2017 belegte Dong Jie den sechsten Platz über 400 Meter Freistil. 2019 bei den Weltmeisterschaften in Gwangju belegte die 4-mal-200-Meter-Freistilstaffel den vierten Platz, Dong Jie war hier im Vorlauf dabei.
Bei den wegen der COVID-19-Pandemie erst 2021 ausgetragenen Olympischen Spielen in Tokio schwamm die 4-mal-200-Meter-Freistilstaffel mit Tang Muhan, Zhang Yifan, Dong Jie und Li Bingjie die drittschnellste Vorlaufzeit. Im Finale verbesserten Yang Junxuan, Tang Muhan, Zhang Yufei und Li Bingjie den Weltrekord auf 7:40,33 Minuten und siegten vor dem US-Quartett und den Australierinnen, die beide ebenfalls unter dem alten Weltrekord der Australierinnen von 2019 blieben. Wie seit 1984 üblich erhielten alle beteiligten chinesischen Schwimmerinnen eine Goldmedaille.